# Ratpenat nasofoliat de Lyle
El ratpenat nasofoliat de Lyle (Hipposideros lylei) és una espècie de ratpenat de la família dels hiposidèrids. Viu a la Xina, Malàisia, Myanmar, Tailàndia i el Vietnam. El seu hàbitat natural són coves en zones de pedra calcària. No hi ha cap amenaça significativa per a la supervivència d'aquesta espècie, tot i que està afectada per pertorbació a les coves que afecta les espècies en tota la seva àrea de distribució.